# Paris Jackson
Paris-Michael Katherine Jackson (ur. 3 kwietnia 1998 w Beverly Hills) – amerykańska piosenkarka, autorka tekstów, modelka, aktorka i aktywistka. Jest drugim dzieckiem i jedyną córką Michaela Jacksona i Debbie Rowe.
W 2020 roku Jackson podpisała kontrakt z Republic Records. Jej pierwszy singiel Let Down ukazał się 29 października 2020 roku. Jej debiutancki album Wilted ukazał się 13 listopada 2020 roku. 

## Życiorys
Jackson urodziła się 3 kwietnia 1998 roku w Spaulding Pain Medical Clinic w Beverly Hills w Kalifornii. Jest środkowym dzieckiem i jedyną córką piosenkarza Michaela Jacksona i młodszym dzieckiem Debbie Rowe.
Po tragicznej śmierci Michaela Jacksona w 2009 roku Paris przeprowadziła się do swojej babci Katherine Jackson, która została prawną opiekunką dzieci.
Paris Jackson zaczęła swoją karierę jako modelka, podpisując w 2017 roku kontrakt z agencją IMG Models. Pojawiła się na okładkach magazynów, takich jak Rolling Stone czy Harper’s Bazaar.  Równolegle z modelingiem Paris rozpoczęła karierę aktorską.
W 2020 roku, wraz z ówczesnym partnerem muzycznym Gabrielem Glennem, założyła duet folkowy The Soundflowers. Tego samego roku wydali debiutancką EP-kę, a Paris kontynuowała solową karierę muzyczną, wydając album Wilted w listopadzie 2020 roku.

## Życie prywatne
W wieku 15 lat Jackson była uzależniona od narkotyków; została wykorzystana seksualnie przez nieznajomego i wielokrotnie próbowała popełnić samobójstwo. Następnie została wysłana do szkoły terapeutycznej w Utah, która pierwotnie pomogła jej przezwyciężyć depresję. Jednak w październiku 2020 r. Jackson ujawniła, że szkoła faktycznie poddała ją i innych uczniów rozległym nadużyciom.
6 grudnia 2024 roku Jackson ogłosiła swoje zaręczyny z producentem muzycznym Justinem Longiem, jednak już w lipcu 2025 zerwała zaręczyny.

## Dyskografia

### Albumy studyjne
- Wilted (2020)

### EP
- the lost ep (2022)

### Single
- Let Down (2020)
- lighthouse (2022
- just you (2022)
- bandaid (2023)